# Anatolij Kicuta
Anatolij Wiktorowycz Kicuta, ukr. Анатолій Вікторович Кіцута (ur. 22 grudnia 1985 w Kijowie) – ukraiński piłkarz, grający na pozycji obrońcy, a wcześniej pomocnika.

## Kariera piłkarska

### Kariera klubowa
Karierę piłkarską rozpoczął w klubie Borysfen-2 Boryspol. W 2002 przeszedł do Dynama Kijów. Najpierw debiutował w trzeciej drużynie Dynama. Potem występował w drugiej i rezerwowej drużynie. Na początku 2006 został wypożyczony do Zakarpattia Użhorod. Rundę jesienną już rozpoczął w FK Charków. W 2007 został wypożyczony do Arsenału Kijów. Kolejnym klubem do którego wypożyczono go był Dnipro Czerkasy, skąd latem 2008 wypożyczony do FK Lwów. Latem 2009 został zaproszony do Obołoni Kijów. W lutym 2010 podpisał kontrakt z Krywbasem Krzywy Róg. Na początku września 2011 jako wolny agent przeszedł do FK Sewastopol. Latem 2012 roku odszedł do FK Połtawa.

### Kariera reprezentacyjna
Występował w reprezentacjach Ukrainy U-17, Ukrainy U-19 oraz Ukrainy U-21.